# Quercianella-Sonnino
Quercianella-Sonnino (wł. Stazione di Quercianella-Sonnino) – przystanek kolejowy w Quercianella (gmina Livorno), w prowincji Livorno, w regionie Toskania, we Włoszech. Znajduje się na linii Piza – Rzym. 
Według klasyfikacji RFI ma kategorię brązową.

## Linie kolejowe
- Linia Piza – Rzym

## Połączenia
Przystanek jest obsługiwany przez pociągi regionalne Trenitalia, przeprowadzane w ramach umów o świadczenie usług określonych w regionie Toskanii, zwanych "Memorario".